# Псалом 29

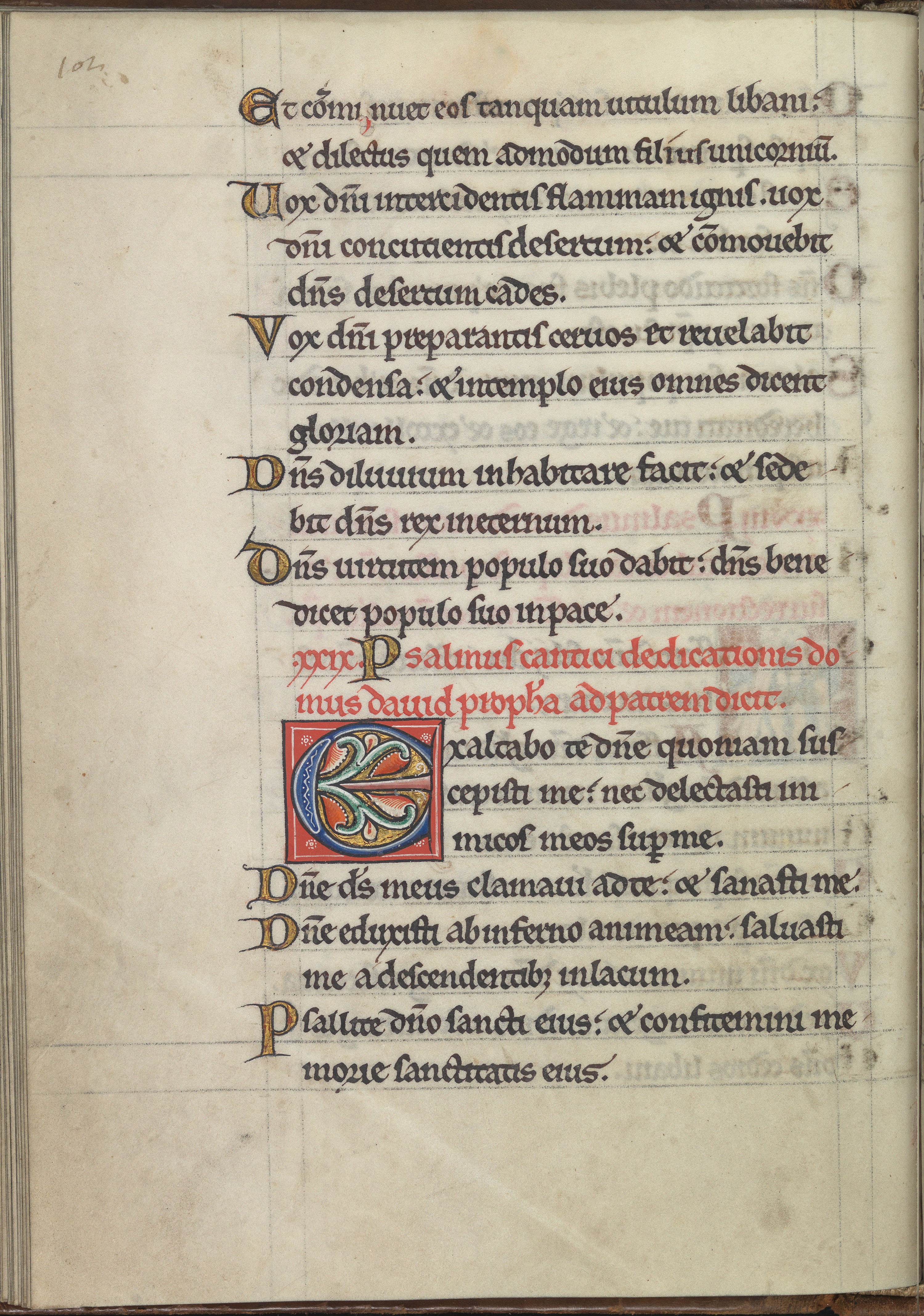
29-й псалом на листе из Псалтири Алиеоноры Аквитанской

Двадцать девятый псалом — 29-й псалом из книги Псалтырь (в масоретской нумерации — 30-й). Известен по латинскому инципиту Exaltabo te Domine, «Вознесу Тя Господи». Благодарственная песнь, написанная царём Давидом для исполнения в ходе ритуала освящения Скинии.

## Надписание, авторство и предназначение псалма
В синодальном переводе Библии псалом имеет надписание «Псалом Давида. Песнь при обновлении дома», что соответствует церковнославянскому «Псалом песни обновления дому Давидова» и заголовку в еврейском тексте (מִזְמוֹר שִׁיר חֲנֻכַּת הַבַּיִת לְדָוִד‬). Таким образом, надписание ясно указывает на то, что псалом этот написан царём Давидом, и что автор предназначил его для пения в сопровождении музыкальных инструментов.
Относительно повода для написания псалма комментаторы расходятся. Еврейская традиция считает, что псалом был написан после рождения его сына Соломона, так как Давиду было предсказано, что Соломон построит Храм (2Цар. 7:13). Христианские толкователи предполагают, что псалом мог быть написан для освящения жертвенника, устроенного Давидом на месте будущего Храма (2Цар. 24:18—25), или после постройки собственного дома Давида (2Цар. 5:11). Многие придают надписанию переносный смысл и толкуют обновление дома как обновление церкви Иисусом Христом или обновление человека через искупительную жертву Иисуса Христа и таинство крещения.

## Богослужебное использование
Иудаизм
29-й псалом поётся в праздник Ханука, также он включён в ежедневную утреннюю молитву.
Православие
29-й псалом поют во время Великого поста, на утрене отдания праздника Богоявления, в Благовещение на утрени. Отдельные стихи псалма поют по разным случаям.
Католицизм
По уставу святого Бенедикта, 29-й псалом пели на утрени в воскресенье.